# Eó. Estudis sobre la fenomenologia del jo
Eó. Estudis de fenomenologia del jo és un assaig de Carl G. Jung escrit el 1951. El trobem a la part 2 del volum 9 de Les obres completes de C. G. Jung.  Aquest és un dels assaigs més importants de Carl G. Jung; tenia llavors 75 anys. El tema central n'és la representació simbòlica de la totalitat psíquica, mitjançant el concepte del jo o el si mateix en la cultura. Per recolzar el seu punt de vista compara l'arquetip del jo i la figura de Jesús de Natzaret. Jung il·lustra la seua tesi amb l'estudi d'un símbol cristià: el del peix (Ichthys), i el seu ús entre els gnòstics així com en el simbolisme alquímic. Els primers capítols de l'obra sobre el tema del jo, l'ombra i sobre la sizígia de l'ànima i de l'ànim, en són una síntesi important, feta per Jung al capvespre de la seua vida, dels conceptes bàsics de la psicologia analítica.
La traducció dels resums detallats de cada capítol està disponible en línia.